# Eberhart Zrenner
Eberhart Zrenner (* 18. Oktober 1945 in München) war Professor für Augenheilkunde an der Universität Tübingen und Direktor des Forschungsinstituts für Augenheilkunde an der Universitäts-Augenklinik Tübingen. Seit April 2013 ist er Seniorprofessor am Werner Reichardt Centrum für Integrative Neurowissenschaften (CIN).

## Werdegang
Zrenner ist Leiter einer interdisziplinären Forschungsgruppe, die seit Mitte der 1990er Jahre ein elektronisches Netzhautimplantat (eine lichtempfindliche Neuroprothese) entwickelt. Dieser rund 3 × 3 mm große „Augen-Chip“ kann bei Patienten, die im Laufe ihres Lebens durch den Verlust von Fotorezeptoren erblindet sind, unter die Netzhaut eingesetzt werden. Dort werden die noch vorhandenen Bipolarzellen elektrisch stimuliert. Bislang können die Testpersonen hiermit hell und dunkel und zum Teil waagrechte und senkrechte Linien unterscheiden. Langfristig erhofft man sich, ähnlich wie das Cochleaimplantat für Gehörlose, ein Implantat zu entwickeln, das Erblindeten zumindest eine gewisse Sehfähigkeit (Orientierung im Raum, große Gegenstände etc.) zurückgibt. Für diese Arbeiten wurde ihm im Jahre 2006 der Bartimaeus-Preis verliehen. Im März 2007 wurden die Ergebnisse einer ersten Erprobung an 7 Patienten der Öffentlichkeit vorgestellt. Im Dezember 2009 erhielt er den Karl Heinz Beckurts-Preis, 2012 als erster Deutscher den mit 35.000 US-Dollar dotierten Ludwig-von-Sallmann-Preis. 2013 wurde ihm der mit 150.000 Euro dotierte Hector Wissenschaftspreis zugesprochen und er wurde in die Hector Fellow Academy aufgenommen.
Nach seiner Pensionierung wurde er im April 2013 auf eine Seniorprofessur am Werner Reichardt Centrum für Integrative Neurowissenschaften (CIN) berufen. Für 2016 wurde Zrenner die nur alle 10 Jahre vergebene Graefe-Medaille zugesprochen.
Eberhart Zrenner ist Gründer und Aufsichtsratsvorsitzender der Retina Implant AG (Reutlingen), einer Ausgründung aus der Universität Tübingen, die das Netzhautimplantat herstellt. Außerdem ist er Mitglied des Wissenschaftsrates, der Heidelberger Akademie der Wissenschaften (seit 1996) und der Leopoldina (seit 1997). Er ist zudem seit 2007 Mitglied des Hochschulrates der Friedrich-Alexander-Universität Erlangen-Nürnberg. Er ist Vorsitzender des Wissenschaftlichen und Medizinischen Beirats (WMB) der Pro Retina Deutschland.

## Schriften
- Der Einfluss der Modulationsübertragungsfunktion des Froschauges auf die Intensitätsverteilung des retinalen Bildes in Abhängigkeit von der Defokussierung (unveröff. Diss. TU München 1973)
- Neurophysiological aspects of color vision in primates : comparative studies on simian retinal ganglion cells and the human visual system, 1983 (ISBN 3-540-11653-2, ISBN 0-387-11653-2)
- Wissenschaftliche und praktische Aspekte der Neuroprothetik : subretinale Multiphotodioden-Felder als "Augenprothesen", gedruckte Version eines Vortrags, 2003 (ISBN 3-506-71697-2)
- Medikamentennebenwirkungen und Intoxikationen in der Neuroophthalmologie, in: Praktische Neuroophthalmologie, 2004 (ISBN 3-922777-56-2), S. 213–222
- Sehchips – Hoffnung für Blinde (mit H. Haemmerle), in: Spektrum der Wissenschaft, Sonderausgabe 2/2004, S. 20–25